# Automotrice FS ALn 40
Le automotrici ALn 40 delle Ferrovie dello Stato Italiane sono un gruppo di automotrici termiche a nafta, costruite nel 1936 dalla FIAT per l'effettuazione di servizi ferroviari di prestigio. Furono numerate ALn 40.1001–1025.

## Storia
Le automotrici sono state costruite in 25 unità, e contano 40 posti a sedere (17 di prima classe, 23 di seconda), e una piccola cucina per il servizio di ristorante al posto. La cassa derivava da quella della ALb 80 con qualche modifica.
Nel 1943 le cinque unità FS ALn 40.1002, 1003, 1004, 1008 e 1025 furono cedute alle Ferrovie Torino Nord (FTN) per l'effettuazione di servizi sulla ferrovia Canavesana tra Torino Porta Susa-Settimo-Rivarolo Canavese-Castellamonte/Pont. Altre dodici unità erano state restituite dalle FS alla FIAT tra il 1940 e il 1942; nel 1946 le FS ne riacquistarono quattro (matricole 1001, 1007, 1010 e 1011).
A guerra terminata le ALn 40 furono impiegate dalle FS per servizi rapidi tra Milano e Roma, quindi su relazioni minori (chiudendo la cucina): furono successivamente radiate e demolite.
Le automotrici passate alla FTN (che avevano una capienza aumentata a 70 posti) furono utilizzate fino alla fine degli anni settanta (tranne la 1025 demolita nel 1962); due unità ex-FTN, la ALn 40.001 e la ALn 40.004, sono ricoverate presso la stazione di Pont Canavese (linea Rivarolo-Pont) in attesa di decisioni, dal 2018 sono passate in asset a Fondazione FS Italiane. Due unità passate alla FTN furono noleggiate tra il 1946 e il 1948 alla ferrovia Pisa-Tirrenia-Livorno.